# Olyra ciliatifolia
Olyra ciliatifolia är en gräsart som beskrevs av Giuseppe Raddi. Olyra ciliatifolia ingår i släktet Olyra och familjen gräs. Inga underarter finns listade i Catalogue of Life.